# 复柄狸藻
复柄狸藻（学名：Utricularia geminiscapa），又称隐果狸藻，為狸藻屬多年生中型水生食虫植物。其种加词“geminiscapa”来源于拉丁文“geminus”和“scapus”，意为“双”和“梁”，指其具双花茎。复柄狸藻分布于美国东北部及加拿大不列颠哥伦比亚。一个小型种群还存在于新西兰韦斯特波特附近。